# Воздвиженка (Челно-Вершинский район)
Воздви́женка (чув. Воздвиженка) — посёлок в Челно-Вершинском районе Самарской области в составе сельского поселения Девлезеркино. Основан в начале XX века. 

## География
Находится на расстоянии примерно 8 километров по прямой на восток от районного центра села Челно-Вершины.

## Население
Постоянное население составляло 47 человек (чуваши 53%, русские 45%) в 2002 году, 13 в 2010 году.